# Giovanni Sobieslaw di Moravia
Giovanni Sobieslaw di Moravia (1352 – Udine, 12 ottobre 1394) è stato un patriarca cattolico ceco, patriarca di Aquileia dal 1388 al 1394.

## Biografia
Giovanni Sobieslaw era il figlio terzogenito del margravio di Moravia Giovanni Enrico di Lussemburgo, nato dal secondo matrimonio di questi con Margherita di Opava e dunque nipote di Carlo IV.
Nel 1368 fu nominato prevosto di Vysehrad. Due anni dopo, nel 1370, fu ordinato diacono.
Avviato alla carriera ecclesiastica, prima di essere nominato Patriarca di Aquileia da Urbano IV, fu canonico di Visegrad (1368), vescovo di Litomyšl dal 1380 al 1387 (in questo periodo, dopo una disputa di tre anni con l'arcivescovo di Praga Jan z Jenštejna, verrà scomunicato, rimanendo tuttavia al suo posto) e vescovo di Olomouc dal 1387 al 1388 (divenuto vescovo senza il voto del capitolo o l'approvazione del papa grazie al sostegno del cugino Venceslao IV di Boemia).
Una volta giunto in Friuli dovette gestire una situazione critica in cui, a causa dell'indebolimento del potere del patriarca, le diverse famiglie di nobili avevano acquistato sempre più autonomia e potere, per contrastare le quali Giovanni aumenta la rappresentanza popolare nel parlamento. La situazione degenerò quando il maresciallo del patriarca assassinò Federico Savorgnan nella chiesa di Santo Stefano ad Udine, causando un'insurrezione popolare appoggiata dalla Serenissima, che costrinse il patriarca a rifugiarsi nel castello di Soffumbergo. Come ritorsione il 22 giugno 1392 presso Venzone viene assassinato da Nicolò Savorgnan Agostino, vescovo di Concordia. Il patriarca venne poi attirato a Udine con finte trattative, solo per essere assassinato (12 ottobre 1394) da Tristano Savorgnan (figlio di Federico) e sepolto di nascosto la notte stessa nel Duomo di Udine per evitare reazioni popolari.

## Ascendenza
|                                                    |                             |                                      | Genitori                                 |  |  | Nonni |  |  | Bisnonni                                                                 |  |  | Trisnonni                           |  |
|                                                    |                             |                                      |                                          |  |  |       |  |  | 8. Enrico VII, imperatore del Sacro Romano Impero e conte di Lussemburgo |  |  | 16. Enrico VI, conte di Lussemburgo |  |
|                                                    |                             |                                      |                                          |  |  |       |  |  | 8. Enrico VII, imperatore del Sacro Romano Impero e conte di Lussemburgo |  |  | 16. Enrico VI, conte di Lussemburgo |  |
|                                                    |                             | 17. Beatrice d'Avesnes               |                                          |  |  |       |  |  | 8. Enrico VII, imperatore del Sacro Romano Impero e conte di Lussemburgo |  |  |                                     |  |
| 4. Giovanni I, re di Boemia e conte di Lussemburgo |                             |                                      |                                          |  |  |       |  |  | 8. Enrico VII, imperatore del Sacro Romano Impero e conte di Lussemburgo |  |  |                                     |  |
|                                                    |                             | 9. Margherita di Brabante            | 18. Giovanni I, duca di Brabante         |  |  |       |  |  |                                                                          |  |  |                                     |  |
|                                                    |                             | 9. Margherita di Brabante            | 18. Giovanni I, duca di Brabante         |  |  |       |  |  |                                                                          |  |  |                                     |  |
|                                                    |                             | 9. Margherita di Brabante            | 19. Margherita di Fiandra                |  |  |       |  |  |                                                                          |  |  |                                     |  |
| 2. Giovanni Enrico, margravio di Lussemburgo       |                             | 9. Margherita di Brabante            |                                          |  |  |       |  |  |                                                                          |  |  |                                     |  |
|                                                    |                             | 10. Venceslao II, re di Boemia       | 20. Ottocaro II, re di Boemia            |  |  |       |  |  |                                                                          |  |  |                                     |  |
|                                                    |                             | 10. Venceslao II, re di Boemia       | 20. Ottocaro II, re di Boemia            |  |  |       |  |  |                                                                          |  |  |                                     |  |
|                                                    |                             | 10. Venceslao II, re di Boemia       | 21. Cunegonda di Slavonia                |  |  |       |  |  |                                                                          |  |  |                                     |  |
| 5. Elisabetta di Boemia                            |                             | 10. Venceslao II, re di Boemia       |                                          |  |  |       |  |  |                                                                          |  |  |                                     |  |
|                                                    |                             | 11. Guta d'Asburgo                   | 22. Rodolfo I d'Asburgo, re dei Romani   |  |  |       |  |  |                                                                          |  |  |                                     |  |
|                                                    |                             | 11. Guta d'Asburgo                   | 22. Rodolfo I d'Asburgo, re dei Romani   |  |  |       |  |  |                                                                          |  |  |                                     |  |
|                                                    |                             | 11. Guta d'Asburgo                   | 23. Gertrude di Hohenberg                |  |  |       |  |  |                                                                          |  |  |                                     |  |
| 1. Giovanni Sobieslao di Moravia                   |                             | 11. Guta d'Asburgo                   |                                          |  |  |       |  |  |                                                                          |  |  |                                     |  |
|                                                    | 12. Nicola I, duca di Opava | 24. Ottocaro II, re di Boemia (= 20) |                                          |  |  |       |  |  |                                                                          |  |  |                                     |  |
|                                                    | 12. Nicola I, duca di Opava | 24. Ottocaro II, re di Boemia (= 20) |                                          |  |  |       |  |  |                                                                          |  |  |                                     |  |
|                                                    | 12. Nicola I, duca di Opava | 25. Agnese di Kuenring               |                                          |  |  |       |  |  |                                                                          |  |  |                                     |  |
| 6. Nicola II, duca di Opava                        | 12. Nicola I, duca di Opava |                                      |                                          |  |  |       |  |  |                                                                          |  |  |                                     |  |
|                                                    |                             | 13. Adelaide d'Asburgo               | …                                        |  |  |       |  |  |                                                                          |  |  |                                     |  |
|                                                    |                             | 13. Adelaide d'Asburgo               | …                                        |  |  |       |  |  |                                                                          |  |  |                                     |  |
|                                                    |                             | 13. Adelaide d'Asburgo               | …                                        |  |  |       |  |  |                                                                          |  |  |                                     |  |
| 3. Margherita di Opava                             |                             | 13. Adelaide d'Asburgo               |                                          |  |  |       |  |  |                                                                          |  |  |                                     |  |
|                                                    |                             | 14. Premislao, duca di Racibórz      | 28. Ladislao I, duca di Opole e Racibórz |  |  |       |  |  |                                                                          |  |  |                                     |  |
|                                                    |                             | 14. Premislao, duca di Racibórz      | 28. Ladislao I, duca di Opole e Racibórz |  |  |       |  |  |                                                                          |  |  |                                     |  |
|                                                    |                             | 14. Premislao, duca di Racibórz      | 29. Eufemia della Grande Polonia         |  |  |       |  |  |                                                                          |  |  |                                     |  |
| 7. Anna di Racibórz                                |                             | 14. Premislao, duca di Racibórz      |                                          |  |  |       |  |  |                                                                          |  |  |                                     |  |
|                                                    |                             | 15. Anna di Masovia                  | 30. Corrado II, duca di Masovia          |  |  |       |  |  |                                                                          |  |  |                                     |  |
|                                                    |                             | 15. Anna di Masovia                  | 30. Corrado II, duca di Masovia          |  |  |       |  |  |                                                                          |  |  |                                     |  |
|                                                    |                             | 15. Anna di Masovia                  | 31. Edvige di Slesia                     |  |  |       |  |  |                                                                          |  |  |                                     |  |
|                                                    |                             | 15. Anna di Masovia                  |                                          |  |  |       |  |  |                                                                          |  |  |                                     |  |